# Mostafa Derkaoui
Mostafa Derkaoui (àrab: مصطفى الدرقاوي, Muṣṭafà ad-Darqāwī) (Oujda, 1944) és un director de cinema i guionista marroquí que ha fet pel·lícules revolucionàries i socialment compromeses.

## Biografia
Derkaoui va néixer a Oujda, Marroc, l'any 1944. A principis dels anys 1960 va estudiar filosofia a Casablanca i va escriure obres de teatre. Una de les seves primeres obres va ser prohibida per motius polítics. Durant 8 mesos, el 1963, va estudiar a l'Institut des hautes études cinématographiques de París. Després de tornar al Marroc durant un curt període, Derkaoui va fer el seu primer curtmetratge Les quatre murs, que ara està perdut. Després d'estudiar polonès durant un any, va assistir a l'Escola de cinema de Łódź.
Va ser influenciat per Jean Mitry i Georges Sadoul.

## Primers anys
Durant la seva estada a l'Escola de Cinema de Łódź, Derkaoui va dirigir quatre curtmetratges de diferents gèneres. També va escriure una tesi titulada "El paper del cinema en la transformació i l'elevació de la consciència". Durant els seus estudis, Derkaoui es va mantenir políticament actiu i compromès amb la vida estudiantil, donant suport a les lluites per la democràcia i els drets humans al Marroc. En una de les seves pel·lícules d'estudiants Les Gens du caveau, Derkaoui va filmar debats als Estats Generals del Cinema de París i, tot i que s'han perdut la major part del metratge, n'ha quedat un fragment rar.

## De quelques évènements sans signification
De quelques évènements sans signification (àrab: أحداث بلا دلالة), una pel·lícula independent que explora el paper del cinema al Marroc, es va estrenar el 1974 i posteriorment va ser prohibida per les autoritats marroquines. En la seva presentació de converses amb persones de diferents segments de la societat, és similar en concepte a la pel·lícula d'Edgar Morin i Jean Rouch Chronique d'un été. Entre els entrevistats hi havia el novel·lista marroquí Mohamed Zafzaf. Es creia que la pel·lícula havia desaparegut fins que es van trobar negatius en un arxiu de Barcelona el 2016.
El Museum of Modern Art va descriure De quelques évènements sans signification com "una barreja audaç de drama, documental i improvisació", que incorpora un enfocament radical de l'art, la política i les relacions socials que també es troba a revistes com ara Souffles-Anfas. La pel·lícula es va finançar amb la venda d'obres d'art de Mohamed Melehi i altres.
Segons Derkaoui, la pel·lícula es va projectar dues vegades [al Marroc] abans de ser prohibida: una a Tetuan entre amics, i una altra a l'auditori del Grup OCP a Khouribga com a part del Festival de cinema africà. També es va projectar a París el 1975.
De quelques évènements sans signification va ser el tema principal del documental d'Ali Essafi Before the Dying of the Light.
Altres pel·lícules de Derkaoui inclouen dues pel·lícules col·lectives a les quals va contribuir (Cinders of the Vineyard (1975), The Gulf War… What Next? (1992)), així com Les Beaux Jours de Chahrazade (1982), Je(u) au passé (1994), Les Sept Portes de la nuit (1994), Casablanca de nuit (2003), i Casablanca de jour (2004).

## Filmografia
- 1964 Les quatre murs (curtmetratge)
- 1968 Amghar
- 1968 Adoption
- 1969 Les Gens du caveau
- 1970 Un Jour quelque part
- 1974 : De quelques évènements sans signification
- 1976 : Les Cendres du clos de Lâarbi Belakaf, Saâd Chraïbi, Mohamed Abdelkrim Derkaoui, Mostafa Derkaoui, Nour Eddine Gounajjar, Abdelkader Lagtaâ, Mohamed Reggab
- 1982 : Les Beaux jours de Shehérazade
- 1984 : Titre provisoire
- 1992 : Le Silence a La Guerre du Golfe... et après ? Borhane Alaouié, Nejia Ben Mabrouk, Nouri Bouzid, Mostafa Derkaoui, Elia Suleiman
- 1992 : Fiction première
- 1993 : Le Doux murmure du vent après l'orage
- 1994 : Les Sept portes de la nuit
- 1994 : Je (u) au passé
- 1995 : La Grande Allégorie
- 2001 : Les Amours de Haj Mokhtar Soldi
- 2003 : Casablanca by Night
- 2004 : Casa Day Light